# Kanton Montaner
Kanton Montaner (francouzsky Canton de Montaner) je francouzský kanton v departementu Pyrénées-Atlantiques v regionu Akvitánie. Tvoří ho 15 obcí.

## Obce kantonu
- Aast
- Baleix
- Bédeille
- Bentayou-Sérée
- Casteide-Doat
- Castéra-Loubix
- Labatut
- Lamayou
- Maure
- Monségur
- Montaner
- Ponson-Debat-Pouts
- Ponson-Dessus
- Pontiacq-Viellepinte
- Sedze-Maubecq